# Lonas annua
Lonas es un género monotípico perteneciente a la familia de las asteráceas. Su única especie: Lonas annua, es originaria del Norte de África en Argelia.

## Taxonomía
Lonas annua fue descrita por (Carlos Linneo) Vines & Druce y publicado en Acc. Morison Herb 71 (1914).
Sinonimia
- Achillea inodora L.
- Athanasia annua L.
- Lonas annua (L.) Grande
- Lonas inodora (L.) Gaertn.
- Santolina annua L.[3]